# Al-Wadi (Syria)
Al-Wadi (arab. الوادي) – wieś w Syrii, w muhafazie Aleppo, w dystrykcie Al-Bab. W 2004 roku liczyła 425 mieszkańców.